# Яровая Слободка
Яровая Слободка (укр. Ярова Слобідка) — село в Дунаевецком районе Хмельницкой области Украины.
Население по переписи 2001 года составляло 296 человек, по состоянию на 01.01.2015 года — 34 человека. Почтовый индекс — 32437. Телефонный код — 3858. Занимает площадь 0,741 км². Код КОАТУУ — 6821885304.

## Местный совет
32427, Хмельницкая обл., Дунаевецкий р-н, с. Малая Кужелевка, ул. Подольская, 37